# ケプラー838b
ケプラー838b（英語: Kepler-838b）は、地球から約3950光年離れた位置にある恒星ケプラー838を公転している太陽系外惑星である。2016年にケプラー宇宙望遠鏡の観測によって発見された。地球の2.73倍の半径を持ち、恒星の周りを約16日で公転しているとされている。
| 海王星 | ケプラー838b |
| ------ | ------------ |
| 海王星 | Exoplanet    |